# بحر ديراك

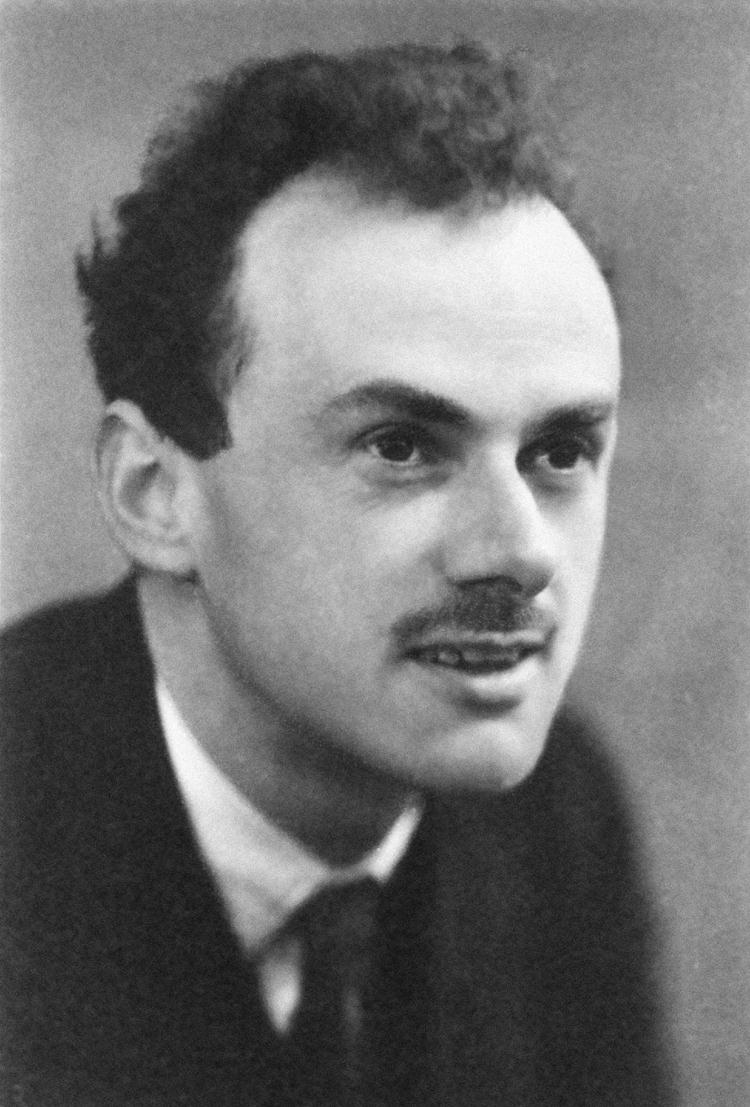

بحر ديراك عبارة عن نموذج نظري للخلاء قدمه العالم البريطاني ديراك 1930 يعتبر فيه الخلاء بمثابة بحر غير متناه من الجسيمات التي تملك طاقة سالبة. وكان هذا النموذج بمثابة تفسير لما تنبأت معادلة ديراك من حالات كمومية سالبة الطاقة.